# Enric Llaudet
Enric Llaudet i Ponsa (ur. 25 września 1916 w Barcelonie, zm. 15 sierpnia 2003 tamże) – prezes klubu FC Barcelona w latach 1961–1968. Na tym stanowisku zastąpił Francesca Miro Sansa.